# Vérac
Vérac (okzitanisch: Vairac) ist eine südwestfranzösische französische Gemeinde mit 907 Einwohnern (Stand: 1. Januar 2022) im Département Gironde in der Region Nouvelle-Aquitaine. Sie gehört zum Arrondissement Libourne und zum Kanton Le Libournais-Fronsadais.

## Lage
Vérac liegt etwa 25 Kilometer nordöstlich von Bordeaux und etwa 15 Kilometer nordwestlich von Libourne. Umgeben wird Vérac von den Nachbargemeinden Mouillac und Saint-Genès-de-Fronsac im Norden, Périssac im Nordosten, Galgon im Osten, Villegouge im Südosten und Süden, Tarnès im Südwesten, La Lande-de-Fronsac im Westen sowie Salignac im Nordwesten.

## Bevölkerungsentwicklung
| Jahr                       | 1962 | 1968 | 1975 | 1982 | 1990 | 1999 | 2007 | 2020 |
| Einwohner                  | 510  | 550  | 465  | 581  | 656  | 715  | 785  | 954  |
| Quellen: Cassini und INSEE |      |      |      |      |      |      |      |      |

## Sehenswürdigkeiten
- Kirche Saint-Cybard aus dem 12. Jahrhundert
- Schloss Pommiers mit Schlosskapelle

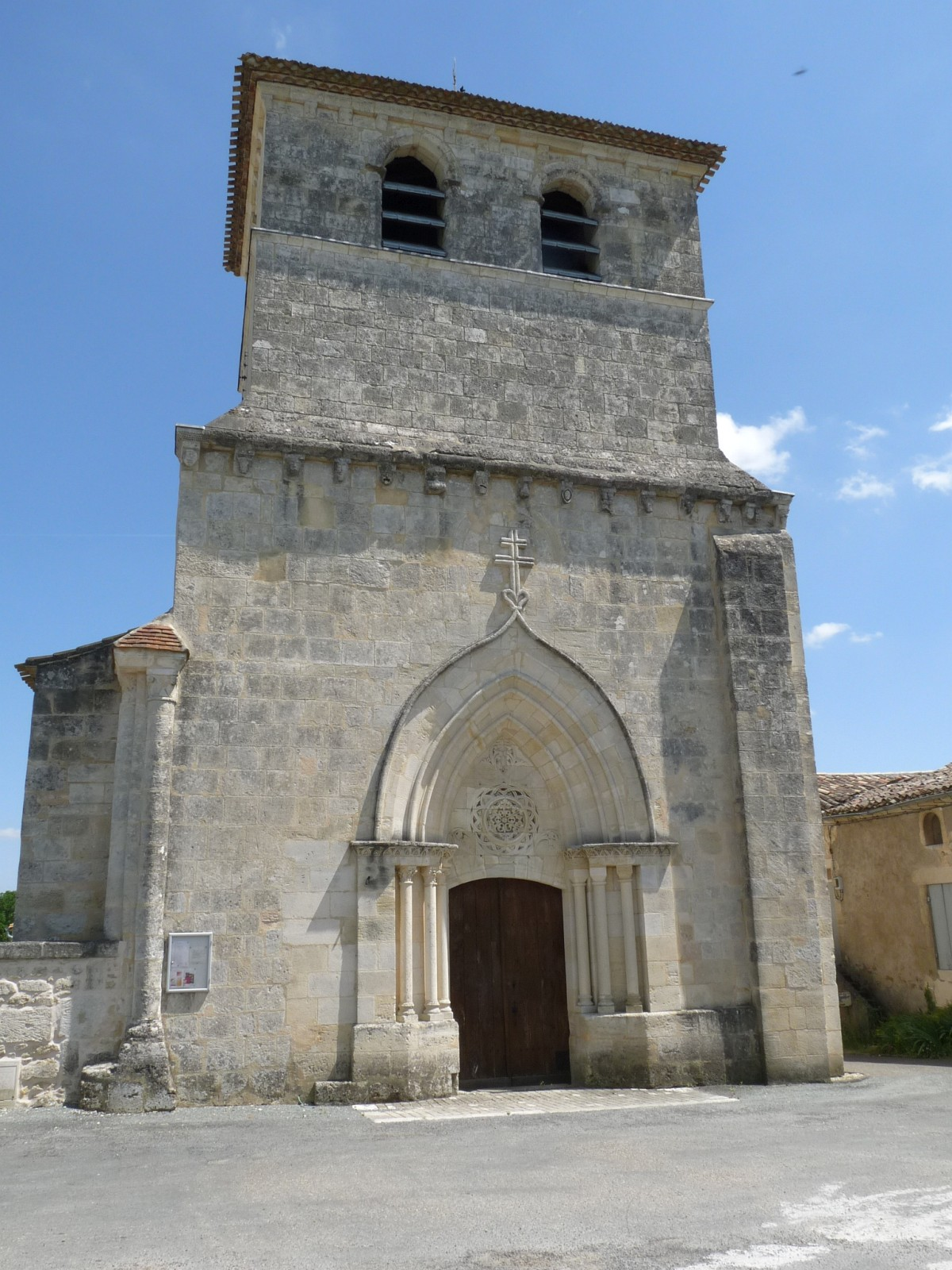
Kirche Saint-Cybard
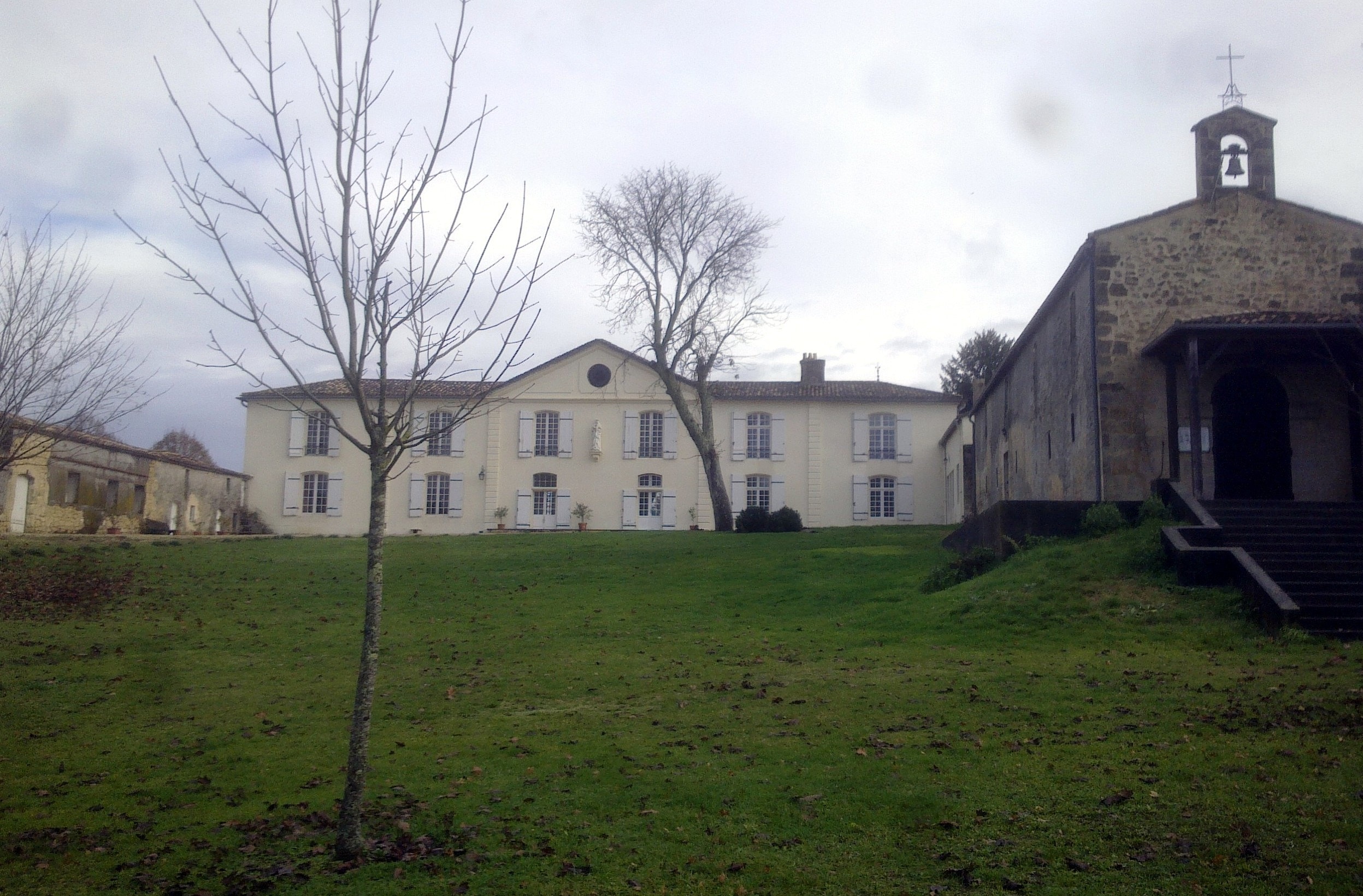
Schloss Pommiers
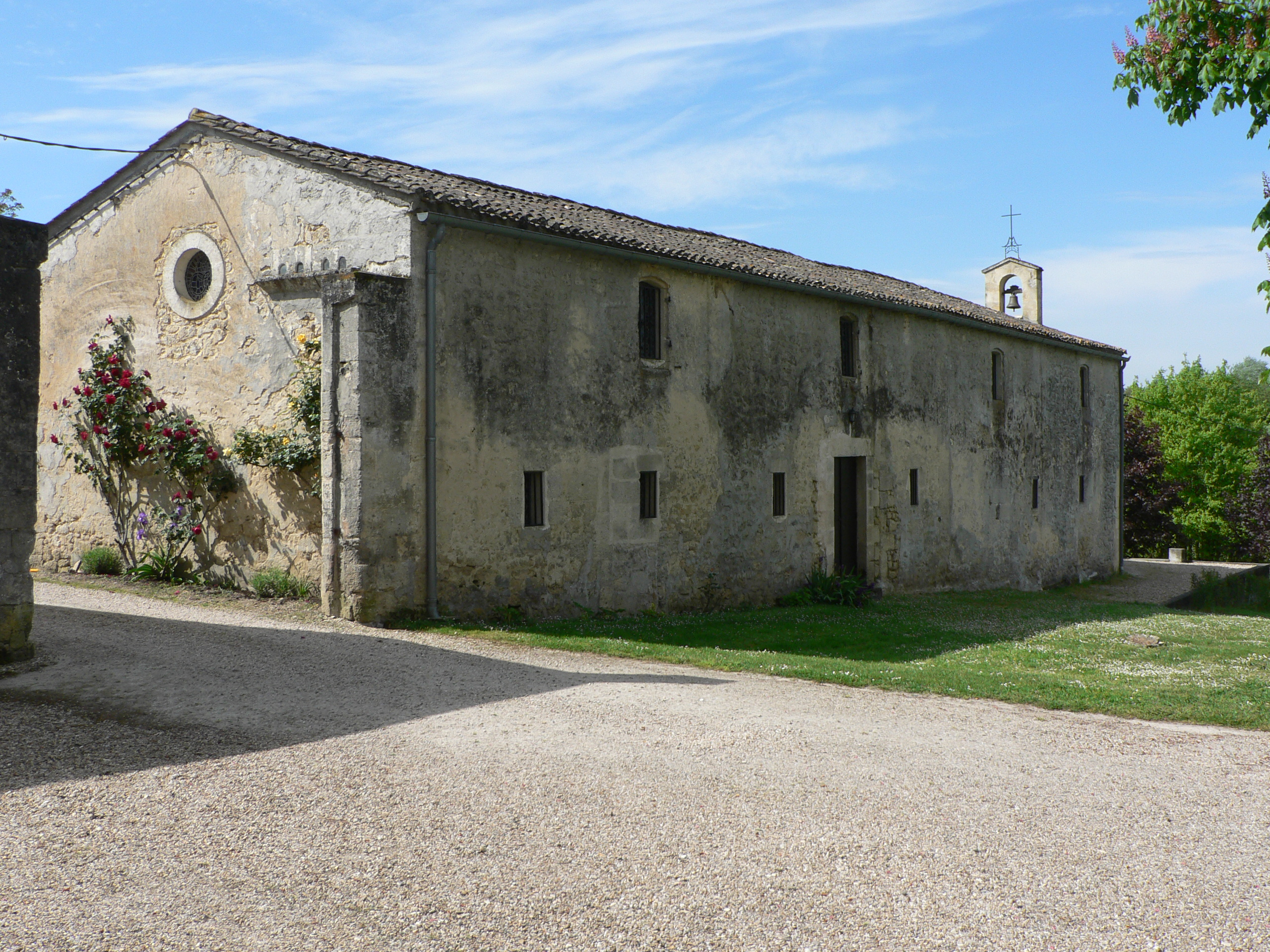
Schlosskapelle